# Pedicularis thailandica
Pedicularis thailandica är en snyltrotsväxtart. Pedicularis thailandica ingår i släktet spiror, och familjen snyltrotsväxter.

## Underarter
Arten delas in i följande underarter:
- P. t. parvula
- P. t. thailandica